# Friedrich Arnold (Baumeister)

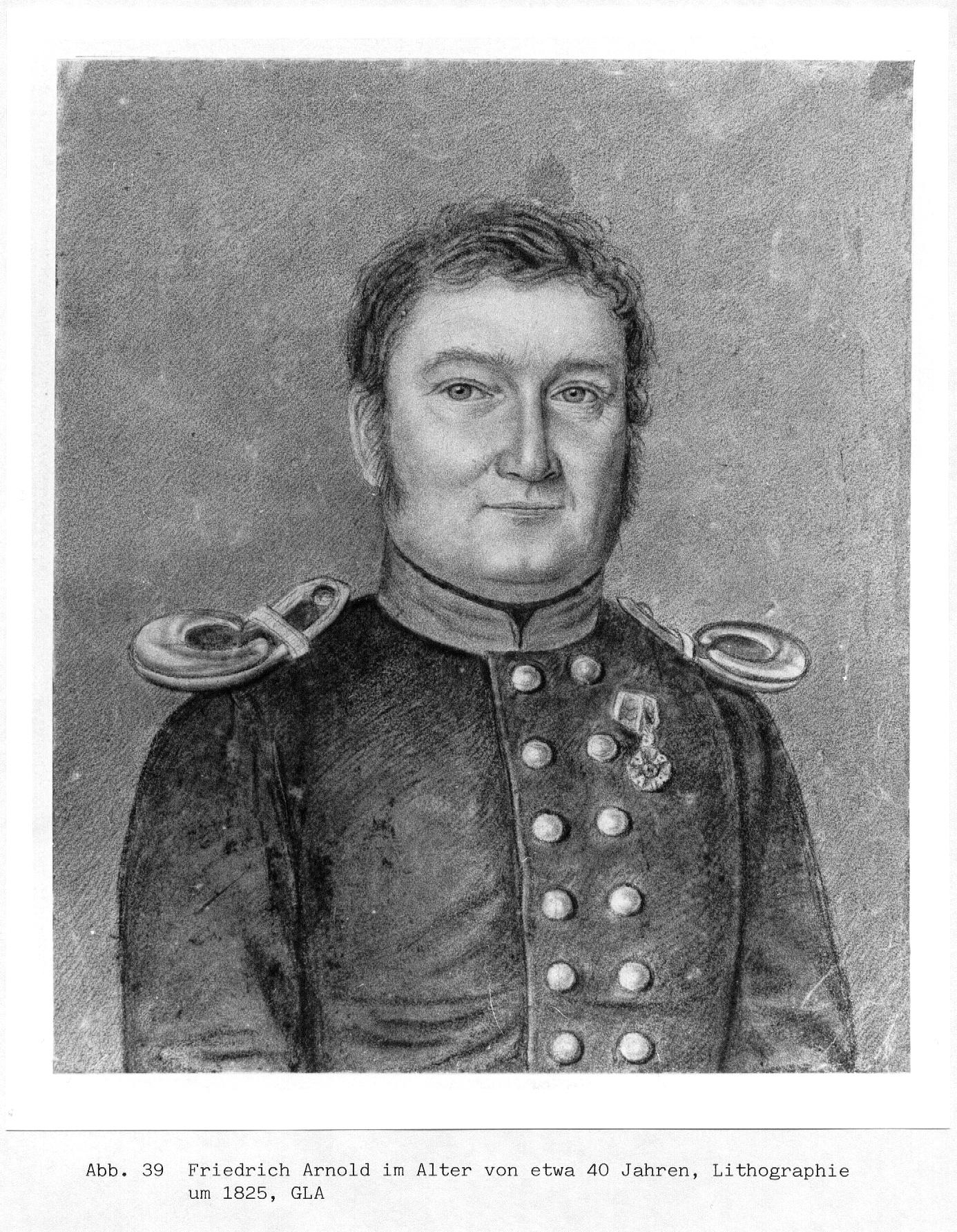
Friedrich Arnold im Alter von etwa 40 Jahren

Friedrich Johann Andreas Arnold (* 23. Januar 1786 in Karlsruhe; † 24. November 1854) war ein deutscher Architekt und Baubeamter, der im Dienst des Großherzogtums Baden stand.

## Leben
Friedrich Arnold entstammte einer Karlsruher Zimmermannsfamilie und besuchte das Gymnasium in Karlsruhe. Er war ein Schüler von Friedrich Weinbrenner, der ein Cousin seiner Mutter war. Sein älterer Bruder Christoph war ebenfalls Architekt.
1811 wurde Friedrich Arnold Professor für Baukunst an der Universität Freiburg und ab 1816 Architekt beim badischen Kriegsministerium. 1825 wurde er badischer Militärdirektor. Nach Entwürfen von Friedrich Arnold wurden unter anderem Kasernen und Hospitäler in Baden und die Salinen in Rappenau und Dürrheim gebaut.
Friedrich Arnold war Mitglied der Freimaurerloge „Leopold zur Treue“ sowie seit 1810 der Akademie der Künste und Wissenschaften in Livorno. 1825 hatte ihn der Großherzog mit dem Ritterkreuz des Ordens vom Zähringer Löwen geehrt.
Er war mit Amalie von Stuber († 1855) verheiratet. Der spätere preußische Generalmajor Friedrich Arnold (1823–1881) war sein Sohn.

## Bauwerke (Auswahl)

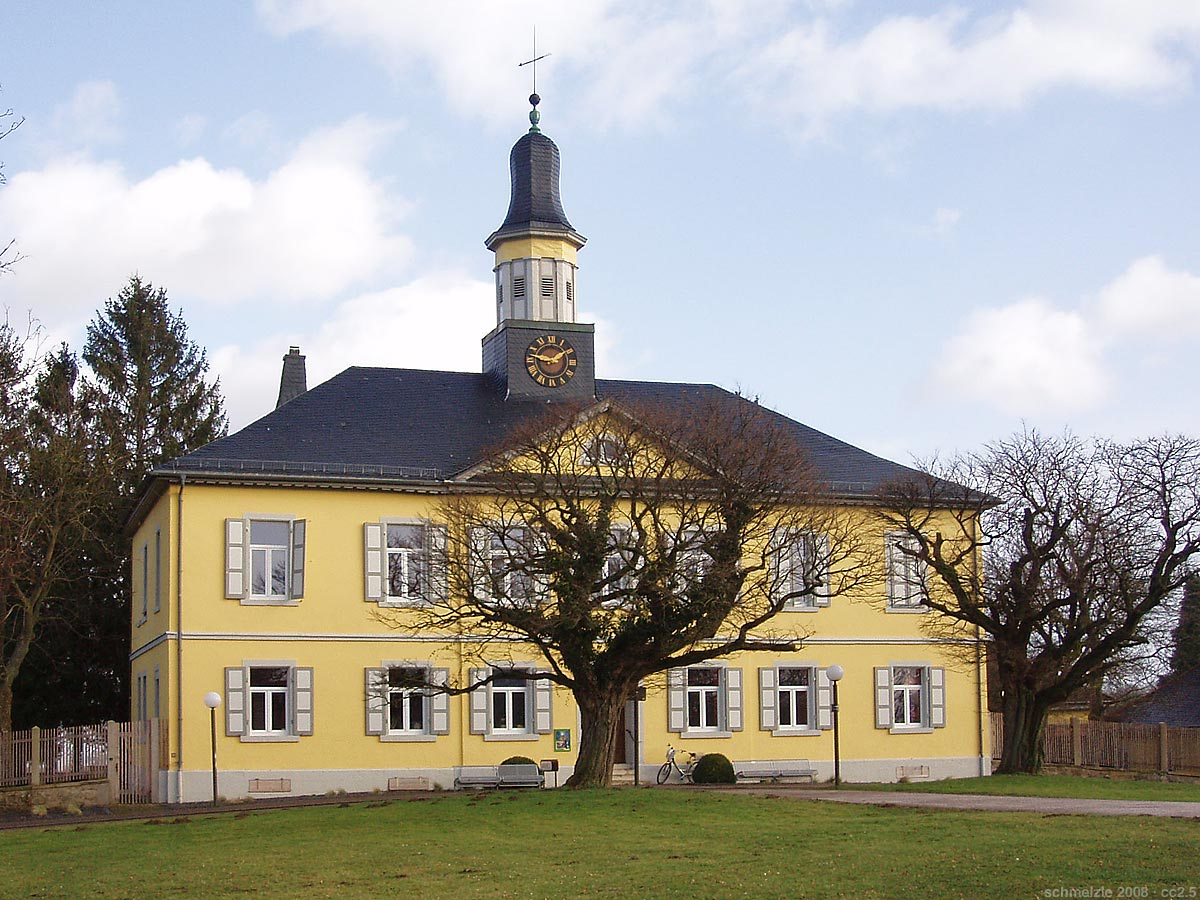
Ehemalige Salinenverwaltung in Bad Rappenau

- 1815 St. Petronilla (Kiechlinsbergen)
- 1816: Staatliche Münze Karlsruhe
- 1820: Großherzoglich Badisches Kadettenhaus[2]
- 1820: Ständehaus (zusammen mit Friedrich Weinbrenner) und Militärschule in Karlsruhe
- 1825: Linkenheimer Tor in Karlsruhe (Ende des 19. Jahrhunderts abgebrochen)
- 1826: Palais Berckholtz, Karlstraße 44 in Karlsruhe
- 1827: Haus Stephanienstraße 14 in Karlsruhe